# Eija
Eija  è un nome proprio di persona finlandese femminile.

## Varianti
- Femminili: Aija[2]

## Origine e diffusione
È forse basato su eijaa, un'esclamazione finlandese che esprime felicità. Può inoltre costituire un ipocoristico di Freya o di nomi che cominciano per ei-, ej- o ey-.

## Onomastico
Il nome non è portato da alcun santo, quindi è adespota; l'onomastico si può festeggiare il 1º novembre, giorno di Ognissanti. Un onomastico laico è fissato in Finlandia al 19 febbraio.

## Persone
- Eija-Liisa Ahtila, fotografa e videoartista finlandese
- Eija Hyytiäinen, fondista finlandese
- Eija Salonen, biatleta finlandese

### Variante Aija
- Aija Bārzdiņa, modella lettone
- Aija Brumermane, cestista lettone
- Aija Putniņa, cestista lettone